# Mario Pasquale Costa
Mario Pasquale Costa, nom de scène de Pasquale Antonio Cataldo Maria Costa, né à Tarente le 24 juillet 1858 et mort à Monte-Carlo le 27 septembre 1933, est un compositeur, pianiste et ténor italien. Il est le compositeur de nombreux opérettes et de chansons napolitaines.

## Biographie
La famille Costa a déménagé de Tarente à Naples en 1865 et Mario Pasquale a étudié au conservatoire de Saverio Mercadante.
Sa première composition remonte à 1871, puis il travaille pendant plus de 60 ans en tant que compositeur d'opérettes, de duos, d'hymnes, de marches. Il a enrichi la chanson napolitaine  de « classiques  » comme Era de Maggio (1885),  Scetate (1887),  Lariulà (1888),  Catarì (1892) et Serenata napulitana (1897).